# Lophognathus
Genre
Lophognathus est un genre de sauriens de la famille des Agamidae.

## Répartition
Les deux espèces de ce genre se rencontrent en Australie et aux Moluques en Indonésie.

## Liste des espèces
Selon The Reptile Database (9 juin 2019) :
- Lophognathus gilberti Gray, 1842
- Lophognathus horneri Melville, Ritchie, Chapple, Glor & Schulte, 2018
- Lophognathus maculilabris Boulenger, 1883

## Taxonomie
L'espèce Lophognathus burnsi Wells & Wellington, 1985 a été transférée dans le genre Amphibolurus.

## Publication originale
- Gray, 1842 : Description of some hitherto unrecorded species of Australian reptiles and batrachians. Zoological Miscellany, vol. 2, p. 51-57 (texte intégral).